# Snowbound
Snowbound è il quinto album del gruppo jazz Fourplay, uscito nel 1999. Il disco è una raccolta di celebri musiche natalizie riarrangiate con le sonorità tipiche del gruppo. L'album è stato registrato presso gli studi Sear Sound & Remidi Studios di New York e Mountain Studios di Montreux.

## Tracce
1. Angels We Have Heard On High
2. Hark! The Herald Angels Sing
3. Snowbound
4. Christmas Song (featuring Eric Benét)
5. Ivy Variations
6. River
7. Amazing Grace
8. Christmas Time Is Here
9. Santa Claus Is Coming to Town
10. Away in a Manger
11. Merry Little Stroll
12. Auld Lang Syne

## Formazione
- Bob James, tastiere
- Larry Carlton, chitarra
- Nathan East, basso
- Harvey Mason, percussioni